# 王月 (台灣藝人)
王月（英語： Moon Wang，1965年4月9日—），台灣女藝人。

## 生平
王月以榜首成績考進國立藝術學院（現臺北藝術大學）第二屆戲劇系，主修表演。1986年與李國修共同創立屏風表演班，1989年7月18日與李國修結婚。
王月監製屏風表演班四十部舞台劇。1989年初次編導的舞台劇《變種玫瑰》創下當時台灣小劇場連演42場紀錄。繼而編導《從此以後，她們不再去那家Coffee Shop》、執導《未曾相識》持續女性戲劇創作風格。
2001年後，王月在電視演出（《流星花園》杉菜媽）與節目主持上（《生活智慧王》）均有代表性作品。並為第43屆金鐘獎迷你劇集評審委員召集人、第45屆金鐘獎戲劇節目評審委員。
2013年李國修離世後，王月成立屏風特攻，戮力將李國修經典舞台作品改拍成電影，以期更為流傳；屏風特攻首部電影《極光之愛》，王月擔任出品人與監製，其子李思源擔任編劇與導演，為2014年金馬國際影展的開幕片。

## 出版作品
| 年份   | 書名             | 作者         | 出版社     | ISBN                |
| ------ | ---------------- | ------------ | ---------- | ------------------- |
| 1995年 | 《月亮上的女人》 |              |            | ISBN 9789579713269  |
| 1996年 | 《月的出走》     | 王月         |            | ISBN 957-97176-2-1  |
| 2001年 | 《月光光》       | 王月         | 方智出版社 | ISBN 9576797934     |
| 2011年 | 《119父母》      | 王月、李國修 | 平安文化   | ISBN 978-9578038103 |

## 監製作品

### 紀錄片
- 《鬼門道-側記「京戲啓示錄」》（2008/周美玲導演）
- 《看戲修心，演戲修行》擔任顧問(2018/大清華傳媒製作）

### 電影
- 《極光之愛》（2014/李思源導演）

## 主持作品

### 電視節目
- 2001年TVBS-G《娛樂新聞》（週末主持人）
- 2002年超級電視台《女人好好玩》
- 2002年東森綜合台《旅遊益智王》
- 2004年公共電視台《希望之翼》
- 2004年東森幼幼台《爹地媽咪Take it easy》
- 2005~2006年三立都會台《封面人物》
- 2002~2006年東森綜合台《生活智慧王》
- 2007年中天娛樂台《身體密碼》
- 2007年東風衛視《無敵鐵金剛》
- 2008年緯來綜合台《女人真精采》
- 2020年年代MUCH台 《美味so much》

### 電台廣播
- 2000年台北之音《愛情共和國》
- 2001年飛碟聯播網台中台《王月咖啡館》
- 2002年-2003年飛碟聯播網《生活大師》

## 舞台劇
- 屏風表演班
  - 《莎姆雷特》
  - 《北極之光》
  - 《我妹妹》等

### 舞臺劇編導
- 1989年《變種玫瑰》編導（楊麗音主演）
- 1996年《從此以後，她們不再去那家Coffee Shop》編導（黃韻玲主演）
- 1997年《未曾相識》導演（伊能靜主演）

## 電視劇
- 2001年華視《流星花園》飾 杉菜媽
- 2001年華視《貧窮貴公子》飾 隆子母
- 2002年華視《流星花園Ⅱ》飾 杉菜媽
- 2004年華視、三立都會台《天國的嫁衣》飾 劉瑀紅
- 2005年三立都會台《大熊醫師家》飾 月娘
- 2009年華視、八大綜合台《海派甜心》飾 王玉蘭
- 2010年華視、中天娛樂台《熊貓人》飾 媽媽桑
- 2010年客家電視台《牽紙鷂的手》飾 大媽
- 2011年中視、八大綜合台《美樂加油》飾 韓母
- 2018年搜狐視頻《動物系戀人啊》飾 楚媽
- 2018年湖南衛視《流星花園》飾 月姐
- 2018年TVBS《我要當女一》任戲劇指導和表演老師
- 2021年Netflix《華燈初上》飾 羅謝雪齡
- 2022年CATCHPLAY+《正負之間》飾 王女士
- 2024年華視、三立都會台《幸福房屋事件簿》飾 金太太
- 2025年Netflix《死了一個娛樂女記者之後》飾 市長夫人

## 電影
- 1998年《海上花》
- 1999年《女湯》飾 王嫣
- 2010年《愛你一萬年》飾 田紅老師
- 2011年《走出五月》飾 韓母
- 2011年《戀愛恐慌症》飾 璐姨
- 2014年《痞子英雄2：黎明再起》飾 市長 郭正怡
- 2014年《極光之愛》飾 北川媽媽
- 2015年《我是女王》飾 馬璃莎的母親
- 2017年《血觀音》飾 縣長夫人
- 2019年《我的青春都是你》飾 周林林的媽媽
- 2019年《灼人秘密》飾 妮娜姑姑
- 2023年《他馬克老闆》[1]

## MV
- 2008年周杰倫〈蘭亭序〉

## 獎項紀錄

### 金馬獎
| 年份   | 獲提名   | 獎項                   | 結果 |
| ------ | -------- | ---------------------- | ---- |
| 1999年 | 《女湯》 | 第36屆金馬獎最佳女配角 | 提名 |

## 外部連結
- 王月（月姐）的Facebook專頁
- 王月在互联网电影资料库（IMDb）上的資料（英文）
- 王月的新浪微博
- 王月在台灣電影網上的資料（繁體中文）
- 屏風特攻有限公司 - 台灣公司資料 （页面存档备份，存于）
- 華文影史庫 王月 簡介 （页面存档备份，存于）